# Eupholidoptera epirotica
Eupholidoptera epirotica är en insektsart som först beskrevs av Willy Adolf Theodor Ramme 1927.  Eupholidoptera epirotica ingår i släktet Eupholidoptera och familjen vårtbitare. Inga underarter finns listade i Catalogue of Life.